# Грачёвка (Кораблинский район)
Грачёвка — деревня, входящая в состав Ковалинского сельского поселения Кораблинского района Рязанской области.
Грачёвку можно назвать «спутницей» деревни Ковалинки, которая является административным центром Ковалинского сельского поселения.
Находится примерно  в 7 километрах от райцентра.

## История
По утверждению, рязанского краеведа Сорокина А.Д., деревню образовали крестьяне, выселившиеся из деревни Фаддеевки.
На рубеже XIX—XX веков крестьяне обоих селений составляли в административном отношении одно общество.
В начале 1920-х годов крестьяне этих селений входили в Фаддеевский сельсовет. В 1921 году из 11 домохозяев-налогоплательщиков Грачевки 5 носили фамилию Фаддеев.
В некоторых источниках деревня называется Торчково, Грачевка тож. В этом районе ранее находилась пустошь Торчково.

## Население
| 2010 |
| ---- |
| 11   |